# Wenera 10
Wenera 10  – radziecka sonda kosmiczna przeznaczona do badania Wenus, wystrzelona 14 czerwca 1975 z kosmodromu Bajkonur rakietą Proton K. Była bliźniaczą sondą Wenery 9.
23 października 1975 sonda weszła na orbitę wokół Wenus, po czym oddzielił się od niej lądownik. Wylądował on 25 października na zachodniej półkuli Wenus, w odległości 2200 km od lądownika Wenery 9, który wylądował 3 dni wcześniej. Współrzędne miejsca lądowania: ♀ 16°N 291°E/16,000000 291,000000.